# دين بارو
دين بارو (بالإنجليزية: Dean Oliver Barrow) (و. 1951  م) هو سياسي، ومحامي بليزي، ولد في مدينة بليز.

## مناصب
تولى منصب رئيس وزراء بليز ‏ (منذ 8 فبراير 2008)، وعضو مجلس الشورى البريطاني.

## التعليم
تعلم في University of Miami School of Law ‏.
| المناصب السياسية | المناصب السياسية                | المناصب السياسية |
| ---------------- | ------------------------------- | ---------------- |
| سبقه سعيد موسى   | رئيس وزراء بليز 8 فبراير 2008 - | تبعه             |

## روابط خارجية
- دين بارو على موقع الموسوعة البريطانية (الإنجليزية)
- دين بارو على موقع مونزينجر (الألمانية)